# Ahlam Shibli
Ahlam Shibli (arabisch أحلام شبلي, DMG Aḥlām Šiblī; * 1970) ist eine palästinensische Fotografin, deren Werke international ausgestellt wurden, unter anderem auf der documenta. Die Bilder und Serien von Shibli haben einen dokumentarischen Ansatz, der das „Leiden und die fortwährende Diskriminierung der Palästinenser in ihrer Heimat“ festhält.

## Leben
Ahlam Shibli gehört der Volksgruppe der Beduinen an und wuchs im Dorf Arab al Shibli in Galiläa auf. 1993 schloss Shibli das Studium der Kunst und Archäologie an der Hebrew University in Jerusalem mit einem Bachelor ab. 1996 folgte ein Bachelor in Sozialarbeit an der Universität Haifa. Im selben Jahr unternahm sie erste Schritte, ihre Fotografien vor Publikum zu zeigen, und legte 1997 ein Diplom in Fotografie an der WIZO Haifa Academy of Design and Education ab. 1999 fand Shiblis erste Ausstellungsbeteiligung in offiziellem Rahmen der Heinrich-Böll-Stiftung in Tel Aviv statt. Shibli absolvierte ein Masters-Studium in Film und Fernsehen in Tel Aviv, das sie 2004 mit einem M.F.A. abschloss. Shibli lebt und arbeitet in Haifa.
Die Fotografin arbeitet in Schwarz-Weiß wie in Farbe. Ihre Aufnahmen zeigen Gebäude und Strukturen meist in Frontalansicht, während Räume in Zentralperspektive gezeigt werden. Dadurch entsteht eine Distanzierung zwischen Fotograf und Bildsubjekt, Fotografin – und an ihrer Stelle Betrachter – werden zu „Outsidern“. Wenn auf Shiblis Bildern Menschen zu sehen sind, so bilden diese selten den Mittelpunkt des Geschehens, sie werden nicht porträtiert. Stattdessen sind diese Menschen in Aktion, wodurch die Fotografien einen reportagehaften Charakter erhalten. Trotz dieser gemeinsamen Stilmerkmale werden die Arbeiten von Shibli eher durch ihren Inhalt als durch einen fotografischen „Signatur-Stil“ verbunden. Ihre bekannteren und vielgezeigten Arbeiten Wadi Saleib in Nine Volumes (1996–1998), Unrecognised (1999–2000), Goter (2002–2003) und Trackers (2005) sind Serien von Fotografien zu Themen der palästinensischen Gegenwart und Geschichte, die sie oft jahrelang vorbereitet.
Der Titel der Arbeit Goter ist ein Wort aus dem Idiom der Beduinen in der Heimat von Ahlam Shibli und wird dort als Aufforderung benutzt, an einen Ort zu gehen. Angeblich stammt es vom englischen Go there! und ging in der Zeit der Britischen Mandatsherrschaft in den lokalen Dialekt über. Somit drückt der Titel sowohl Fremdbestimmung als auch Aneignung aus. Die Aufnahmen der Serie Goter machte Shibli zwischen Oktober 2002 und Februar 2003 in der Region um Beʾer Scheva in der Wüste Negev. Auf den Bildern sind Landschaften mit einzelnen Gebäuden und Siedlungen zu sehen, auch Friedhöfe und verfallene Gebäude. Menschen sind nur selten abgebildet, meist sind es dann Kinder. Der Subtext der Fotografien ist die Abwesenheit der ehemals hier lebenden Beduinen. Nachdem Israel den Negev unter Kontrolle gebracht hatte, unternahm der israelische Staat den Versuch, die hier halbnomadisch lebenden Beduinen sesshaft zu machen, beziehungsweise als billige Arbeitskräfte in die Städte zu drängen. An anderen Orten haben sich Beduinen angesiedelt, ohne dass diese Siedlungen offiziell anerkannt werden. Diesem speziellen Thema geht Shibli in ihrer Arbeit Unrecognised nach.

## Einzelausstellungen (Auswahl)
- 1999: Wadi Saleib in Nine Volumes, Auslandsbüro der Heinrich Böll Foundation in Tel Aviv.
- 2003: Lost Time, Ikon Gallery, Birmingham.[6]
- 2003: Goter, Tel Aviv Museum of Art.
- 2006: Trackers, Kunsthalle Basel.[7]
- 2007: Ahlam Shibli, Dundee Contemporary Arts.[8]
- 2008: Trackers / The Valley, Espace Photographique Contretype, Brüssel.[9]
- 2009: Wydomowienie / Unhoming, Muzeum Sztuki Nowoczesnej, Warschau. Gezeigt wurden die drei Fotoserien Dom Dziecka – The house starves when you are away, Trackers und Dependence.[10]

## Gruppenausstellungen (Auswahl)
- 2003: DisORIENTation – zeitgenössische arabische Kunst aus dem Nahen Osten, Haus der Kulturen der Welt in Berlin. Shibli nahm mit den Serien Unrecognised und Wadi Saleib in Nine Volumes teil.[11]
- 2004: Non-Sect/Radical: Contemporary Photography III, Yokohama Museum of Art. Gezeigt wurden die Serien Goter und Self-Portrait.[12]
- 2004: Bleiben oder gehen / Ostati ili otici, Kunstpavillon Zagreb und Camera Austria in Graz. Gezeigt wurde die Serie Goter.[13]
- 2005: Dreaming Art Dreaming Reality, Tel Aviv Museum of Art. Gezeigt wurde die Serie Catastrophe: Refuge in Frost.[14]
- 2006: The Unhomely: Phantom Scenes in Global Society, BIACS 2, Sevilla.[15]
- 2007: documenta 12, Kassel. Gezeigt wurde Arab al-Sbaih und eine Auswahl der Arbeiten aus Goter.[16]
- 2008: Les inquiets, Centre Pompidou, Paris. Gezeigt wurde die Serie The Valley.[17]
- 2008: Universal Archive. The Condition of the Document and the Modern Photographic Utopia, MACBA, Barcelona und im Museu Colecção Berardo in Lissabon. Gezeigt wurde die serie Dependence.[18]
- 2017: documenta 14, Athen (Occupation, 8. April – 16. Juli 2017) und Kassel (Heimat, 10. Juni – 17. September 2017)[19]